# Теофил Омучки
Теофил Омучки († 1412) - преподобни Руске православне цркве, оснивач Омучке испоснице у Лушком округу Санктпетербуршке губерније; у календару је назван Лушки Чудотворац.

## Биографија
Теофил је рођен у побожној породици сељана Корел, становника данашње области Санкт Петербурга, Као млад научио је читање и писање.
Место његовог монашког подвига било је Коњевско Рождество Богородичиног манастира, где је примио монашки постриг, прошао сва послушања и брзо постао игуман манастира. Оптерећен славом и почастима које су му указане за висину његових подвига, монах Теофил је тражио тишину и самоћу међу планинама и мочварама, на обалама реке Омуче, где је од 1396. године провео живот у строгом посту, непрестаном молитви и у борби против помисли и насртаја злих сила.

## Рушевине Успенске цркве
Међутим, и овде су подвизи оца Теофила убрзо постали познати и привукли ревнитеље побожности, који су заједно са монахом, усред забаченог краја, основали Омучки скит Успења Богородице, назван по Теофилу; Огроман допринос стварању манастира дао је Јаков (Омучки), који је, као и Теофил, касније канонизован.
Теофил Омучки је доживео дубоку старост и умро је 29. децембра 1412. године у манастиру који је саградио, усвојивши схиму непосредно пре своје смрти. Његове мошти су скривено сахрањене у дрвеној Успенској цркви.
Помен се празнује на дан упокојења, 21. октобра, и са Сабором петербуршких светитеља и Сабором новгородских светитеља (у трећу недељу по Духовима).